# Prunus tikalana
Prunus tikalana är en rosväxtart som beskrevs av Cyrus Longworth Lundell. Prunus tikalana ingår i släktet prunusar, och familjen rosväxter. Inga underarter finns listade i Catalogue of Life.